# Banbridge Hockey Club
Banbridge HC is een Ierse hockeyclub uit Banbridge. De club werd opgericht in 1897.
De club speelt bij de heren en de dames in de hoogste Ierse divisie en neemt deel aan de Euro Hockey League 2010/2011 en 2011/2012.

## Erelijst
- Anderson Cup (incompleet)
  - 1919/20, 1920/21, 1923/24, 1926/27, 1927/28, 1930/31, 1932/33, 1943/44, 1944/45, 1972/73, 1973/74, 1974/75, 1981/82, 1983/84, 1985/86, 1990/91, 1991/92, 1997/98, 2005/06, 2008/09, 2009/10

- Europacup I B Divisie
  - 1985

- Irish Junior Cup (6x)
  - 1928/29, 1948/49, 1952/53, 1988/89, 1993/94, 2004/05.

- Irish Senior Cup (9x)
  - 1906/07, 1922/23, 1923/24, 1925/26, 1947/48, 1955/56, 1981/82, 1983/84, 1985/86.

- Kirk Cup (20x)
  - 1905/06, 1908/09, 1909/10, 1910/11, 1912/13, 1913/14, 1919/20, 1925/26, 1926/27, 1934/35, 1937/38, 1949/50, 1950/51, 1956/57, 1982/83, 1985/86, 1986/87, 1987/88, 2005/06, 2010/11[2].

- Ulster Senior League (18x - incompleet)
  - 1901/02, 1903/04, 1908/09, 1909/10, 1910/11, 1912/13, 1913/14, 1925/26, 1961/62, 1985/86, 1986/87, 1987/88, 1988/89.
  - (gedeeld) 1957/58